# Hold It Against Me
„Hold It Against Me“ je dens-pop pesma američke pevačice Britni Spirs. Izdata je 11. januara 2010. za Jive, kao prvi singl sa njenog predstojećeg sedmog albuma pod nazivom „Femme Fatale“. „Hold it against me“ su napisali Maks Martin, Dr Luk, Boni Meki i Bilbord, a producenti su Luke, Martin i Billboard. Nakon demo verzije, koju je izveo Meki, potpuna verzija pesme je premijerno izašla 10. januara 2011.
Muzikalno, pesma sadrži industrial zvuke, proboj pod uticajem dubstepa i refren sa elementima rejva. Tekst pesme opisuje pevačicu kako zavodi nekoga na plesnom podijumu.
Većini kritičara se svidela pesma dok su neki kritikovali sadržaj teksta. „Hold It Against Me“ je debitovala na prvo mesto u Novom Zelandu, kao i u SAD na Bilbordovoj Hot 100 listi, gde je postala njen četvrti singl na vrhu ove liste sa prodatih 411,000 kopija. Debitovanjem pesme na prvo mesto na Bilbordovoj listi, Spirs je postala drugi izvođač u istoriji ove liste koji ima više od jedne pesme koja je debitovala na prvo mesto (posle Maraje Keri). Pesma je ušla u top 10 u  Irskoj i Australiji. Spot za pesmu, koji je režirao Jonas Okerlund i za koji je koreografiju radio Brajan Fridmen je snimljen u trećoj sedmici januara 2011.

## Pozadina
su napisali Maks Martin, Dr Luk, Bonnie McKee i Bilbord, a producenti su Luk, Martin i Bilbord. Nakon što se mogući tekst pesme pojavio na internetu, Luk je na svom Tviter profilu, 9. decembra 2010., napisao: „Nikada nismo napisali pesmu pod nazivom Don't Hold It Against Me... Čuvajte se netačnih informacija deco ;-) Mi smo napisali pesmu 'Hold It Against Me', ali taj tekst na internetu NIJE pravi...“ Bile su velike najave da će pesma premijerno izaći 7. januara 2011., ali je Spirsin menadžer Adam Leber to demantovao. 6. januara 2011. se pojavila demo verzija koju je pevao Meki. Istog dana, Spirs je objavila omot singla i napisala na Tviteru: „Čula sam da je izašla demo verzija moje nove pesme. Ako mislite da je dobra, sačekajte do utorka da čujete potpunu verziju.“ 10. januara 2011. singl je postao dostupan za striming na Rajan Sikrestovoj veb-stranici, koji ga je premijerno pustio u svom  radio šouu nešto kasnije. Spirs je, nakon premijere, na svom Tviter profilu napisala: „Nemojte se protiviti što sam izdala singl ranije... Jednostavno nisam mogla da čekam...“ Premijera pesme na radiju je uzrokovala raspadanje nekoliko sajtova zbog velikog broja preuzimanja. „Hold It Against Me“ je izdata digitalno u SAD i Kanadi na iTunesu u 00:00 EST (05:00 UTC) gde će biti dostupna ekskluzivno do 18. januara 2011. U Velikoj Britaniji, pesma je trebalo da bude objavljena 20. februara 2011., ali je datum pomeren za 17. januar 2011. zbog velike potražnje.

## Uspeh na listama
Nakon izlaska, „Hold It Against Me“ postavila je rekord u puštanju na radiju u SAD sa 619 registrovanih puštanja na  i 595 registrovanih puštanja na  . Pesma je takođe postavila rekord u nedeljnom puštanju sa 3,866 puštanja. Sledeće sedmice, pesma je debitovala na 16. poziciju na Bilbordovoj Pop Songs listi sa 4 071 puštanjem i zajedno sa Madoninom pesmom Frozen postala pesma koja se nalazi na drugom mestu po najvišem debitovanju. Debitovala je na prvu poziciju na Bilbordovoj Hot 100 listi, gde je postala Spirsin četvrti singl na vrhu ove liste sa prodatih 411,000 kopija. Debitovanjem pesme na prvo mesto na Bilbordovoj listi, Spirs je postala drugi izvođač u istoriji ove liste koji ima više od jedne pesme koja je debitovala na prvo mesto (posle Maraje Keri). 
Pesma je debitovala na 10. mesto u Australiji, prvo mesto na Novom Zelandu, 11. mesto u Finskoj, kao i na 6. mesto u Irskoj.

## Lista pesama
- Digitalno preuzimanje

1. „“ - 3:49

- UK Digitalni singl

1. „“ - 3:49
2. „“ (Instrumental) - 3:49

## Plasmani na listama
| Zemlja (2011)       | Najviša pozicija |
| ------------------- | ---------------- |
| Australija          | 4                |
| Belgija             | 2                |
| Belgija             | 1                |
| Kanada              | 1                |
| Finska              | 1                |
| Irska               | 6                |
| Holandija           | 20               |
| Novi Zeland         | 1                |
| Norveška            | 2                |
| Španija             | 6                |
| SAD                 | 40               |
| SAD Bilbord Hot 100 | 1                |
| SAD                 | 24               |
| SAD                 | 16               |